# Liste des ministres togolais des Affaires étrangères
Pour les autres articles nationaux ou selon les autres juridictions, voir Ministre des Affaires étrangères.
Le ministre des Affaires étrangères du Togo est un ministre du gouvernement chargé du ministère des Affaires étrangères du Togo, responsable de la conduite des relations extérieures du pays. Voici une liste des ministres des Affaires étrangères du Togo depuis sa fondation en 1960⁣ :
- 1960-1963 : Paulin Freitas
- 1963-1967 : Georges Apedo-Amah
- 1967-1976 : Joachim Hunlede
- 1976-1978 : Edem Kodjo
- 1978-1984 : Anani Akakpo Ahianyo
- 1984-1987 : Atsu Koffi Améga
- 1987–1991 : Yaovi Adodo
- 1991-1992 : Abdou Touré Tchiaka
- 1992-1994 : Fambaré Ouattara Natchaba
- 1994–1995 : Boumbéra Alassounouma
- 1995 : Yandja Yentchabre (acting)
- 1995-1996 : Barry Moussa Barqué
- 1996–1998 : Koffi Panou
- 1998-2000 : Joseph Kokou Koffigoh
- 2000-2002 : Koffi Panou
- 2002–2003 : Roland Kpotsra
- 2003-2005 : Kokou Tozoun
- 2005-2007 : Zarifou Ayéva
- 2007-2008 : Léopold Gnininvi
- 2008–2010 : Koffi Esaw
- 2010-2013 : Elliott Ohin
- 2013-présent : Robert Dussey